# Chinees stormvogeltje
Het Chinees stormvogeltje (Hydrobates monorhis synoniem: Oceanodroma monorhis) is een vogel uit de familie der Hydrobatidae (Noordelijke stormvogeltjes).

## Verspreiding en leefgebied
Deze soort broedt in de noordwestelijk Grote Oceaan op eilanden van zuidoostelijk Rusland, Japan, Korea en China. Trekt na de broedtijd naar de noordelijke Indische Oceaan.

## Status
De grootte van de populatie is in 2010 geschat op 65-260 duizend volwassen vogels. Aangenomen wordt dat dit aantal snel achteruit gaat. Op de Rode lijst van de IUCN heeft deze soort de status gevoelig.